# Antonio Aramburo
Antonio Arámburo Abad (Erla, Saragosse, 17 janvier 1840 - Montevideo, 16 septembre 1912) est un ténor, à la technique vocale exceptionnelle.

## Biographie
Arámburo est né dans une famille très aisée qui le pousse à faire des études d'ingénieur. En 1867 il décide de se consacrer au chant, à Madrid avec le maître Antonio Cordero.
Il débute à Milan au Théâtre Carcano, en 1870 et les engagements dans toute l'Italie se succèdent ensuite, notamment, en 1872, à Florence, dans Norma. Il chante ensuite à Buenos Aires et Montevideo, en 1874, La Havane ou Moscou. Son répertoire comprend les opéras Sapho, L'Africaine, Il Trovatore, Rigoletto, La force du destin, Poliuto, Aida, La favorite, Lucia di Lammermoor, Carmen etc.
Il est marié à la soprano américaine Ada Adini.
Arámburo est connu pour avoir de sérieux problèmes mentaux, au point de quitter la scène sans raison et sans préavis. Ainsi, alors qu'il chantait Edgardo à la Scala de Milan, il quitte le théâtre pour rentrer à sa chambre d'hôtel où on le trouve en sous-vêtements en train de faire griller des tranches de pain. En 1882, alors qu'il chante au Teatro Real de Madrid, il apprend que le roi et la reine n'avaient pu assister à la représentation: il quitte la scène pour aller chanter "Di quella pirra", a capella, sous les fenêtres du palais royal.
A partir des années 1890, Arámburo devient inemployable en Europe. Il fixe alors sa résidence à Montevideo où il ouvre une école de chant. Il crée aussi un label discographique qui édite 48 cylindres avec sa voix. Malgré une fortune importante acquise dans sa carrière, il est mort modestement à Montevideo, le 16 septembre 1912
Il apparaît dans la nouvelle "Les morts" de James Joyce (1914).